# 串站
串站（日语：／ Kushi eki */?）是位於日本愛媛縣伊予市，隸屬於四國旅客鐵道（JR四國）的鐵路車站。車站編號為S10 。本站現時只提供普通列車服務。此站與喜多灘站皆都建於經開削後的斜坡上，且都是靠近海岸線的車站。但由於地理位置問題，設站時月台邊部份視線被大石所遮擋，因而不如前後站般吸引遊客，再加上附近民居不多，顯得十分冷清。

## 車站結構

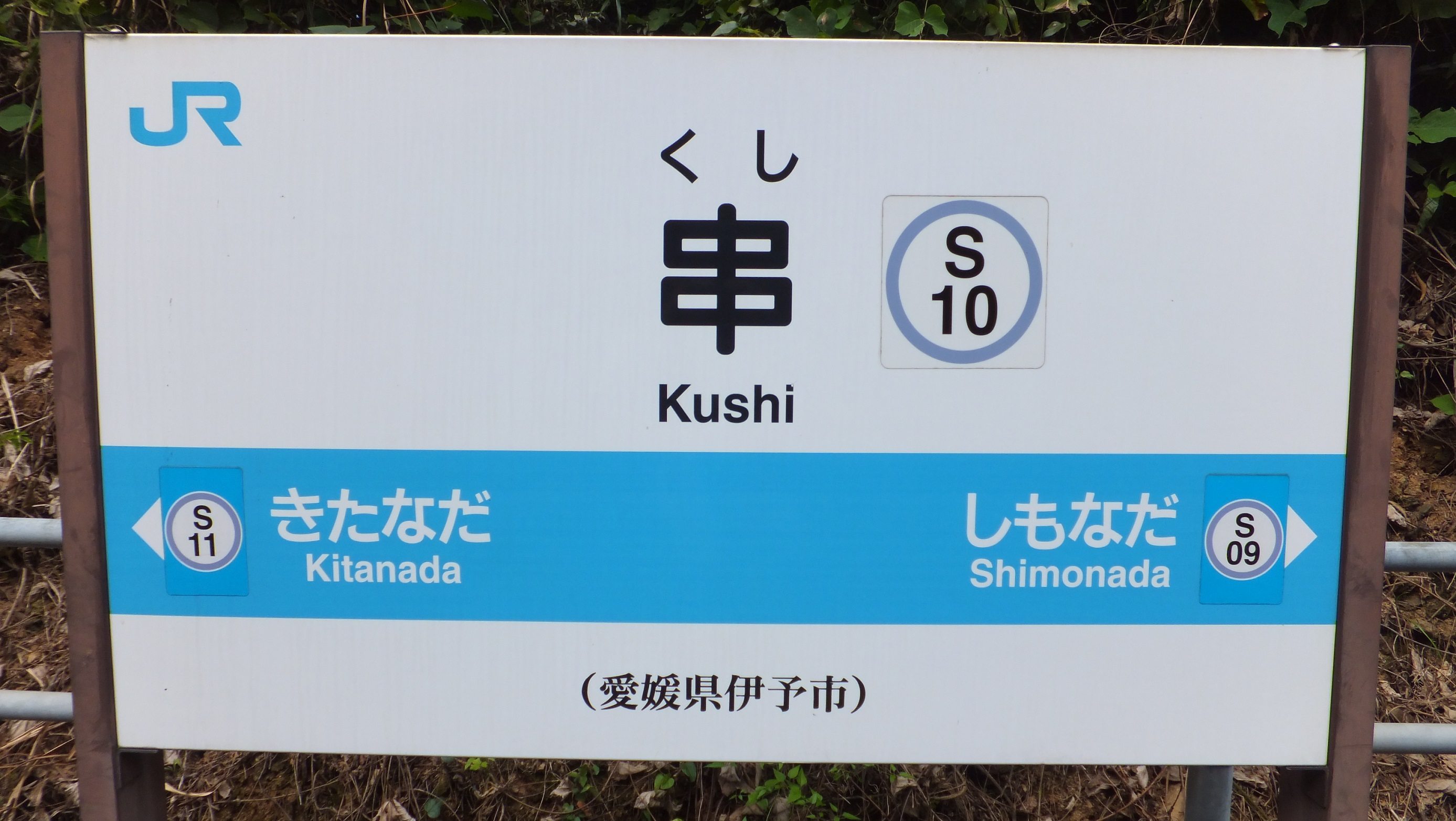
串站的站牌。

本站因採用為簡易車站模式，因設不設置站房。月台下設有自行車停泊處。月台和路面之間為無障礙斜道，而離開車站亦有向上及向下的斜道離開月台，但屬急斜而且路面狹窄。
月台出入口位於末端向下灘方向。最初建成時，有效長度不足2輛，因此部份普通列車班次會不停靠，後來經過改善工程，以鐵板及鋼架把月台向喜多灘方向延長至4輛有效長度，才讓所有普通列車都停靠。月台出入口附近亦則設有開放式候車亭及座椅。列車靠站時往松山方向為左側開門，往伊予大洲方向為右側開門。

### 月台配置
| 路線                    | 方向 | 目的地                       |
| ----------------------- | ---- | ---------------------------- |
| ■予讚線（有愛伊予灘線） | 上行 | 伊予市、松山方向             |
| ■予讚線（有愛伊予灘線） | 下行 | 伊予大洲、八幡濱、宇和島方向 |

## 歷史
- 1964年10月1日：開業。
- 1986年3月3日：予讚線新線開通，特急列車改經內子線及新線。
- 1987年4月1日：日本國鐵分割民營化，車站的營運由JR四國繼承。

## 利用狀況
以下資料出自伊予市統計書。該統計書每隔五年出版一次。
| 上下車人數推算 | 上下車人數推算 | 上下車人數推算 |
| 年度           | 1日平均人數    | 出處           |
| -------------- | -------------- | -------------- |
| 2005           | 16             | [ 統計 1 ]     |
| 2006           | 16             | [ 統計 1 ]     |
| 2007           | 24             | [ 統計 2 ]     |
| 2008           | 26             | [ 統計 2 ]     |
| 2009           | 26             | [ 統計 2 ]     |
| 2010           | 28             | [ 統計 2 ]     |
| 2011           | 24             | [ 統計 2 ]     |
| 2012           | 22             | [ 統計 3 ]     |
| 2013           | 22             | [ 統計 3 ]     |
| 2014           | 20             | [ 統計 3 ]     |
| 2015           | 14             | [ 統計 3 ]     |
| 2016           | 12             | [ 統計 3 ]     |
| 2017           | 10             | [ 統計 4 ]     |
| 2018           | 10             | [ 統計 4 ]     |
| 2019           | 8              | [ 統計 4 ]     |
| 2020           | 4              | [ 統計 4 ]     |
| 2021           | 6              | [ 統計 4 ]     |

## 相鄰車站
四國旅客鐵道（JR四國）
■予讚線（有愛伊予灘線）
■旅遊列車「伊予灘物語」
通過
■普通
下灘（S09）－串（S10）－喜多灘（S11）

### 統計資料
1. ↑  以上資料只計算乘車人數。
2. ↑  10. 運輸・通信 —　いよしの統計（平成24年度版）
3. ↑  10. 運輸・通信 —　いよしの統計（平成29年度版）
4. ↑  10. 運輸・通信 —　いよしの統計（令和4年度版）

## 外部連結
- JR四國串站